# 17e régiment colonial du génie
Pour les articles homonymes, voir RCG.
Le 17e régiment colonial du génie (17e RCG) est un régiment de l'armée de terre française.

## Création et différentes dénominations
- 1919 à partir des 111e, 118e et 135e bataillon des tirailleurs sénégalais.
- 1923 17e régiment de tirailleurs coloniaux.
- 1926 17e R.T.S.
- 1er mars 1944: Création du 17e Régiment Colonial du Génie, à Port Lyautey au Maroc, à partir du 72e Bataillon du Génie et du 17e Régiment de Tirailleurs Sénégalais.
- 16 novembre 1945: Dissolution, ses éléments constituent le 72e Bataillon du Génie, destiné à l'Extrême-Orient.

## Historique des garnisons, combats et batailles du17eRTS
- Créé en 1919 à partir des 111e, 118e et 135e bataillon des tirailleurs sénégalais, en 1923 17e régiment de tirailleurs coloniaux, redevient en 1926 17e R.T.S, en 1944 17e R.C.G.

- 1931 - Combat du 2e bataillon du 17e régiment des tirailleurs sénégalais au Levant (avril).

### Seconde Guerre mondiale
Le 17e Régiment colonial du génie (RCG) participe avec l'Armée B au débarquement en Provence sur la plage de Cavalaire le 20 août 1944, et à la prise de Toulon.
Engagé dans les combats de la 1er Armée, il franchit l'Ill puis le Rhin de "vive force" à Germersheim le 31 mars 1945. Par sa brillante conduite au cours des campagnes de France et d'Allemagne, le régiment est cité à l'ordre du corps d'Armée par l'OG 1148 du 15 septembre 1945 et la compagnie 17/6 est citée à l'ordre de la division par l'OG 1034 du 9 juillet 1945.
De Toulon à Ulm, le 17e RCG perd 43 tués, 4 disparus et 103 blessés (cliquer sur * Amicale du 17e régiment du génie parachutiste et voir la vidéo dans l'historique du régiment).
Quarante-huit cimetières jalonnent l'itinéraire de la 1re Armée (Rhin et Danube), abritant ses 4 000 morts. Huit de ses unités ont été faites Compagnons de la Libération. Quatre de ses morts représentant les combattants en uniforme reposent au Mémorial de la France combattante au Mont Valérien, sous cette épitaphe : "Nous sommes ici pour témoigner devant l'Histoire que de 1939 à 1945 ses fils ont lutté pour que la France vive libre".

## Colonels / Chefs de corps
- Lieutenant-Colonel Marmillot (mars 1944/novembre 1944),
- Colonel Penard (novembre 1944/décembre 1945).

### De 1945 à nos jours
Par filiation de numérotation, devient le 17e régiment du génie parachutiste à sa création le 1er août 1946.

## Faits d'armes faisant particulièrement honneur au régiment
Campagnes de France et d'Allemagne (1944/1945),
Franchissements de "vive force" de l'Ill en janvier 1945 puis du Rhin à Germersheim (Palatinat) le 31 mars 1945.

## Drapeau du régiment
Il porte, cousues en lettres d'or dans ses plis, les inscriptions suivantes :
- Germersheim 1945[2],[3]
- AFN 1952-1962[4]

## Décorations
Sa cravate est décorée de la Croix de guerre 1939-1945 avec étoile de vermeil (citation à l'ordre du Corps d'Armée par l'OG 1148 du 15 septembre 1945).
La compagnie 17/6 est citée à l'ordre de la division (OG 1034 du 9 juillet 1945).

## Insigne
Description héraldique:

"Ecu aux armes de Strasbourg au chef de sénestre chargé d'une cuirasse et d'un pot-en-tête d'or et en dextre d'une ancre coloniale du même, sur la bande, sigle 17 RCG d'or."

## Sources et bibliographie
- Erwan Bergot, La coloniale du Rif au Tchad 1925-1980, imprimé en France : décembre 1982, no d'éditeur 7576, no d'imprimeur 31129, sur les presses de l'imprimerie Hérissey.